# Војвођанска улица (Београд)
Војвођанска улица се налази на Новом Београду у насељу Бежанија.
Почиње од Земунске и Гандијеве улице, а завршава се код Сурчинске и улице Др Ивана Рибара. 
Након реконструкције, улица је проширена на шест трака, направљена је бициклистчка стаза, а одрађени су и радови на тротоарима и саобраћајној сигнализацији.
Радови на проширењу и тоталној реконструкцији улице почели су 2008. године а употпуности су завршени 2012. године.
Војвођанска улица сече Бежанију и Новобеоградске блокове, преко ње се из овог дела града стиже и до Сурчина и Ледина.
Кроз Војвођанску улицу саобраћају аутобуси
- линија 45 Блок 44 - Земун, Нови град[3]
- линија 71 Зелени венац - Ледине[4]
- линија 72 Зелени венац - Аеродром Никола Тесла[5]
- линија 601 Сурчин - Железничка станица Београд–главна[6]
- линија 82 Блок 44 - Земун, Кеј Ослобођења[7]

У Војвођанској улици се налазе објекти:
- Црква Светог Георгија у Бежанији
- Дечији вртић „Љубичица“
- Стадион фудбалског клуба Бежанија
- Основна школа Милан Ракић
- Пијаца „Бежанија“
- Основна школа Јован Стерија Поповић

Укупна дужина улица је 1.491 метар. Улица се пре Другог светског рата звала Земунска, а 1948. године је преименована у Улицу Маршала Тита. Овај назив је носила до 1955. године, када је добила садашњи назив — Војвођанска.